# Hymenogloea
Hymenogloea là một chi nấm trong họ Marasmiaceae. Đây là chi đơn loài, chứa một loài Hymenogloea riofrioi, được tìm thấy ở tropical America.